# نوادو دل تولیما
نوادو دل تولیما (به اسپانیایی: Nevado del Tolima) یا کوه تولیما، آتشفشان چینه‌ای فعالی به ارتفاع ۵٬۲۱۵ متر واقع در کوه‌های مرکزی (کوردیرای مرکزی) رشته‌کوه‌های آند در میانهٔ غربی کلمبیا در آمریکای جنوبی است.

## مشخصات
نوادو دل تولیما آتشفشانی پوشیده از یخچال و با دامنه‌هایی شیبدار است که تضادی را با نیمرخ گستردهٔ آتشفشان نوادو دل روئیس واقع در شمال آن به وجود می‌آورد.
این آتشفشان جوان آندزیتی-داسیتی در طی ۴۰٬۰۰۰ سال گذشته شکل گرفته و با ارتفاع‌یافتن بر کاسه آتشفشانی ۳ کیلومتری ایجادشده در اواخر دورهٔ پلیستوسن، آن‌را تحت‌الشعاع خود قرار داده است. دهانهٔ قیفی‌شکل آتشفشان به عمق تقریبی ۲۰۰ تا ۳۰۰ متر در قلهٔ نوادو دل تولیمو قرار دارد.

## فعالیت‌های آتشفشانی
فعالیت‌های آتشفشان نوادو دل تولیما در دورهٔ هولوسن شامل فوران‌هایی انفجاری بوده که از نظر اندازه از فوران‌های متوسط تا فوران‌های پلینیایی در نوسان بوده است. آخرین فوران عظیم این آتشفشان در حدود ۳۶۰۰ سال پیش روی داد. فوران‌های انفجاری کوچکتر تولیما در سده‌های نوزدهم و بیستم به ثبت رسیده که آخرین آن در سال ۱۹۴۳ بوده است.